# Sala de màquines

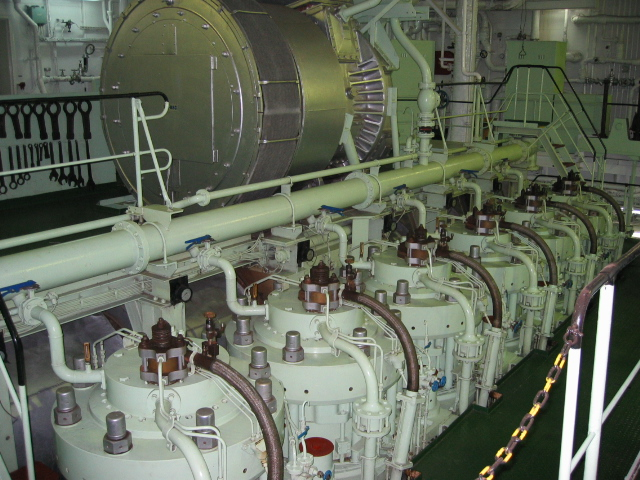
Sala de màquines d'un portacontenidors

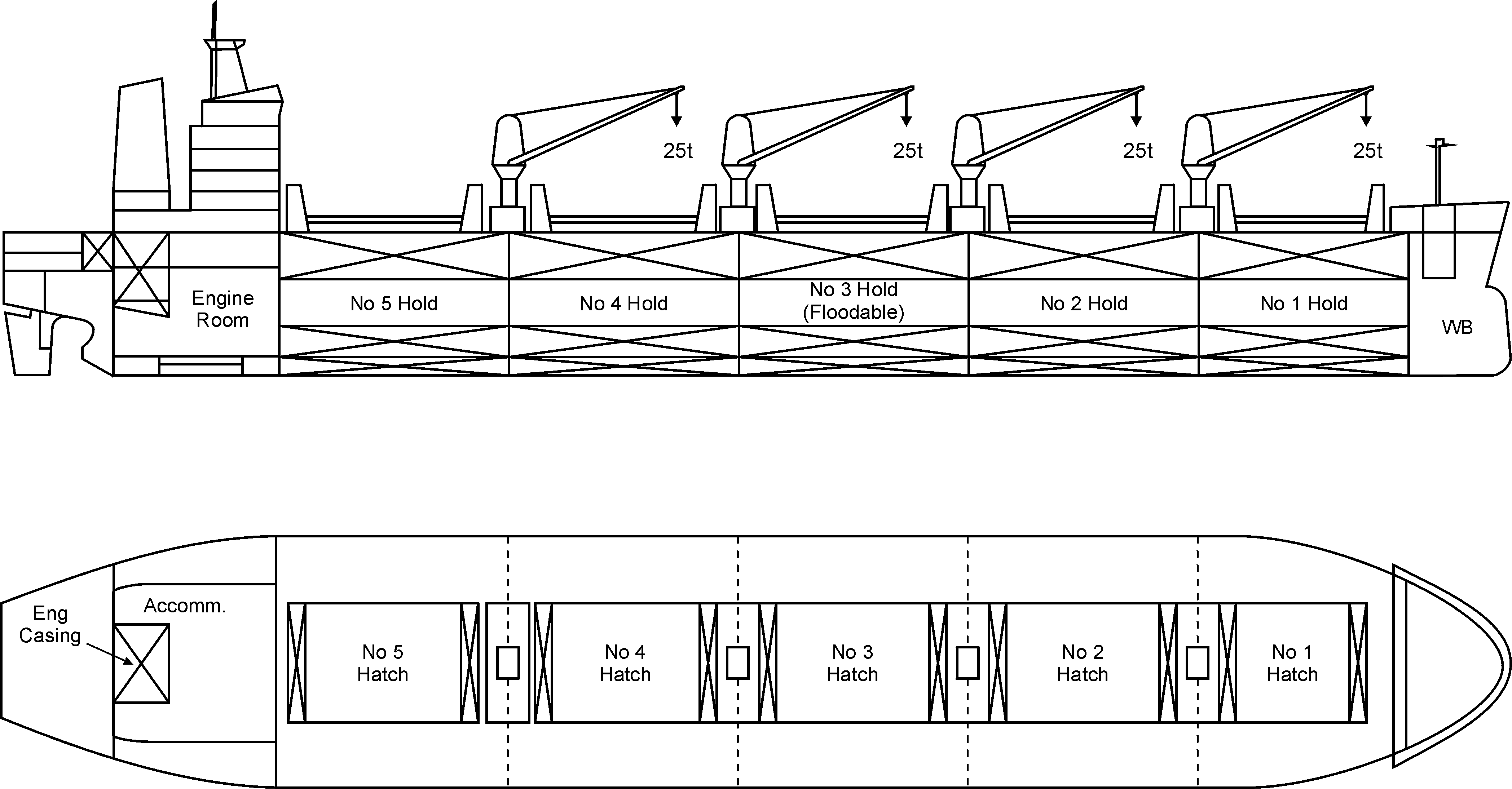
Visió esquemàtica d'un vaixell mercant, amb la sala de màquines a popa

La sala de màquines és l'espai destinat a allotjar la planta propulsora, generadors, calderes, compressors, bombes de lubricació, llast i tot dispositiu per al normal funcionament d'un vaixell. Compta amb diversos compartiments, tallers i panyols i una cambra de control climatitzada i aïllada de l'intens soroll i calor presents a la sala màquines.